# Masami Kuwashima
Masami Kuwashima/Kuwajima (jap. 桑島 正美, Kuwajima Masami, * 14. September 1950) ist ein ehemaliger japanischer Automobilrennfahrer, der sich zwischen 1974 und 1979 an der japanischen Formel 2000 bzw. Formel-2-Meisterschaft beteiligte. Obwohl er in den einzelnen Jahren jeweils nur einzelne ausgewählte Veranstaltungen bestritt und nur über eine begrenzte Erfahrung verfügte, erreichte er wiederholt Positionierungen in den vorderen Rängen. 1976 wurde Kuwashima zu einem Weltmeisterschaftslauf der Formel 1 gemeldet. Er nahm hier nur am freien Training teil und wurde vor dem Rennen durch einen anderen Fahrer ersetzt. Kuwashima wird zumeist als der Rennfahrer mit der kürzesten Formel-1-Karriere beschrieben.

## Karriere

### Japanische Formel 2000 / Formel 2
Von 1974 bis 1977 trat Masami Kuwashima zu insgesamt elf Rennen der japanischen Formel 2000 an. 1978 und 1979, als die Rennserie bei weitgehend unverändertem Reglement als japanische Formel-2-Meisterschaft ausgetragen wurde, folgten sechs weitere Rennteilnahmen. Nahezu jedes dieser Rennen beendete er mit einem Zieldurchlauf; ganz überwiegend erzielte er dabei auch Meisterschaftspunkte.
Sein erstes Formel-2000-Rennen bestritt Kuwashima beim letzten Lauf der Saison 1974 in Suzuka, als er einen privaten March 742 einsetzte. Kuwashima beendete das mit nur 12 Fahrern besetzte Rennen als Dritter. Die dabei erzielten 12 Punkte genügten, um die Saisonwertung 1974 als gleichrangiger Dritter abzuschließen. 
In der Saison 1975 nahm Kuwashima an zwei von fünf Läufen der japanischen Formel-2000-Meisterschaft teil. Im September bestritt er das Rennen der 20 Great Racers und im November den X.J.A.F. Grand Prix, die jeweils in Suzuka abgehalten wurden. Er beendete beide Rennen als Zweiter und wurde in der Abschlusswertung des Jahres gleichrangiger Vierter.
1976 ging Kuwashima lediglich bei einem Rennen der japanischen Formel-2000-Meisterschaft an den Start. Beim zweiten Lauf des Jahres fuhr er einen March 752 für Sakai Racing. Hier wurde er Vierter. Nach dem erfolglosen Versuch, am Formel-1-Rennen in Fuji teilzunehmen, meldete Kuwashima zum letzten Rennen der Formel-2000-Saison einen privaten Nova 512. Letztlich ging er aber nicht an den Start. Kuwashima schloss die Saison als Elfter ab.
1977 war die einzige Saison der japanischen Formel-2000-Meisterschaft, in der sich Kuwashima regelmäßig an Rennen beteiligte. Kuwashima fuhr in diesem Jahr einen konstruktiv einfachen Nova 522 für Sakai Racing. Sein bestes Ergebnis war der zweite Platz beim zweiten Rennen des Jahres in Suzuka. Insgesamt beendete er die Saison als Vierter.
1978 bestritt Kuwashima drei Rennen der neu formierten japanischen Formel-2-Meisterschaft für Sakai Racing. Er erzielte mit unterschiedlichen Autos elf Punkte und beendete die Saison als Elfter.
1979 nahm er noch einmal an drei Rennen der Formel-2-Meisterschaft teil. Wiederum fuhr er elf Punkte ein, mit denen er zum Jahresende als Gesamt-Zwölfter gewertet wurde. Danach beendete Kuwashima seine aktive Motorsportkarriere.

### Formel-1-Weltmeisterschaft
Seit Beginn des Jahres 1976 bemühte sich Kuwashima darum, beim Großen Preis von Japan Ende Oktober 1976 sein Formel-1-Debüt geben zu können. Im Frühjahr 1976 schloss er einen Vertrag mit dem britischen Privatteam RAM Racing ab, das bereit war, ihm für dieses Rennen einen zuvor überwiegend von Lella Lombardi eingesetzten Brabham BT44B zu überlassen. Das Arrangement scheiterte allerdings im Spätsommer, wobei die Gründe hierfür nicht abschließend geklärt sind.
Stattdessen wurde Kuwashima für den Großen Preis von Japan von Frank Williams engagiert, dessen 1967 gegründeter Rennstall Frank Williams Racing Cars zu Saisonbeginn von Walter Wolf übernommen worden war und nunmehr als Walter Wolf Racing antrat. Die Strukturen des Teams entsprachen ungeachtet des neuen Eigentümers noch immer denen früherer Jahre; das galt auch für die finanziellen Verhältnisse, die nach wie vor problematisch waren. Das Team war daher weiterhin auf Paydriver angewiesen.
Vereinbarungsgemäß nahm Kuwashima mit einem Williams FW05 am Freitag vor dem Großen Preis von Japan am freien Training teil. Dabei erreichte er eine Trainingszeit, die fünf Sekunden über der des späteren Pole-Fahrers Mario Andretti lag. Nach dem Freitagstraining zog sich Kuwashimas Sponsor überraschend zurück. Williams ersetzte Kuwashima daraufhin unverzüglich durch Hans Binder, der sich für den 25. Startplatz qualifizierte, im Rennen aber mit technischem Defekt ausfiel.
Eine weitere Möglichkeit, an einem Formel-1-Rennen teilzunehmen, ergab sich für Kuwashima nicht.